# Megeces
Megeces ist ein nordspanischer Ort und eine Gemeinde (municipio) mit 422 Einwohnern (Stand: 2024) in der Provinz Valladolid in der autonomen Region Kastilien-León. 

## Geografie
Megeces liegt im Süden der Provinz Valladolid etwa 32 Kilometer südsüdöstlich vom Stadtzentrum von Valladolid in einer Höhe von ca. 740 m. 

## Bevölkerungsentwicklung
| 482 | 732 | 538 | 517 | 484 | 467 | 455 | 433 |

## Sehenswürdigkeiten

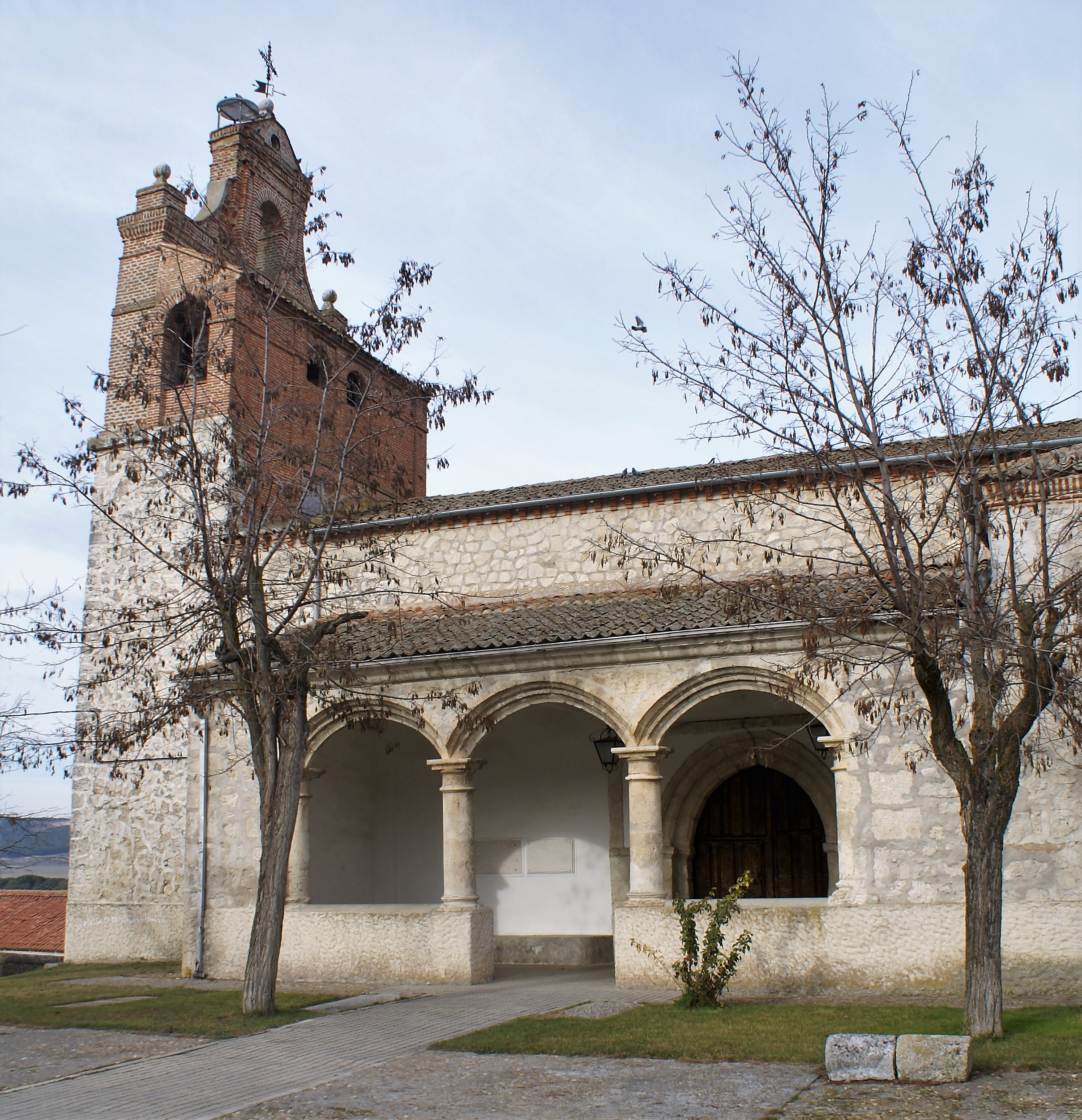
Jakobuskirche
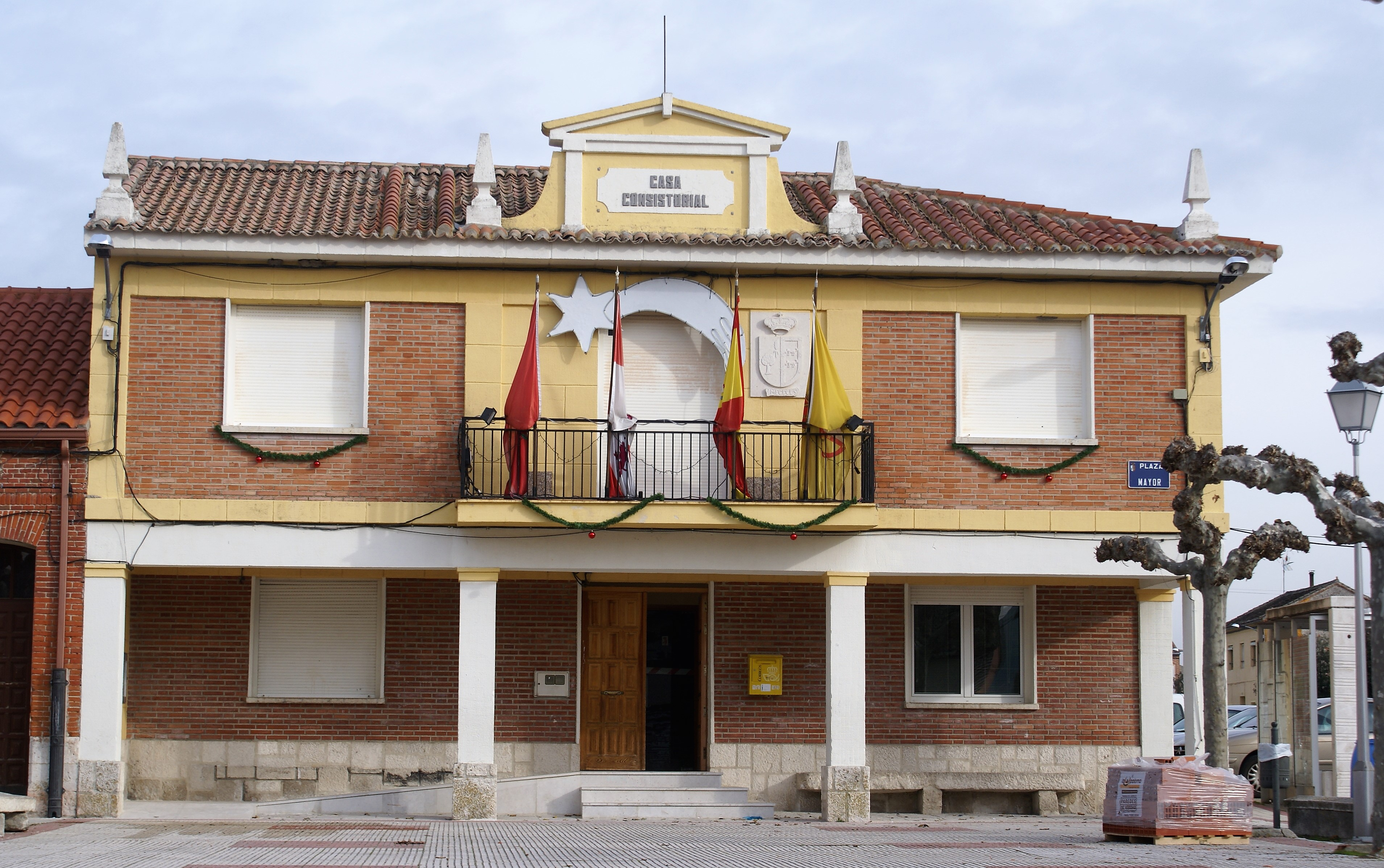
Rathaus

- Jakobuskirche
- Rathaus